# Félix-Auguste Duvert

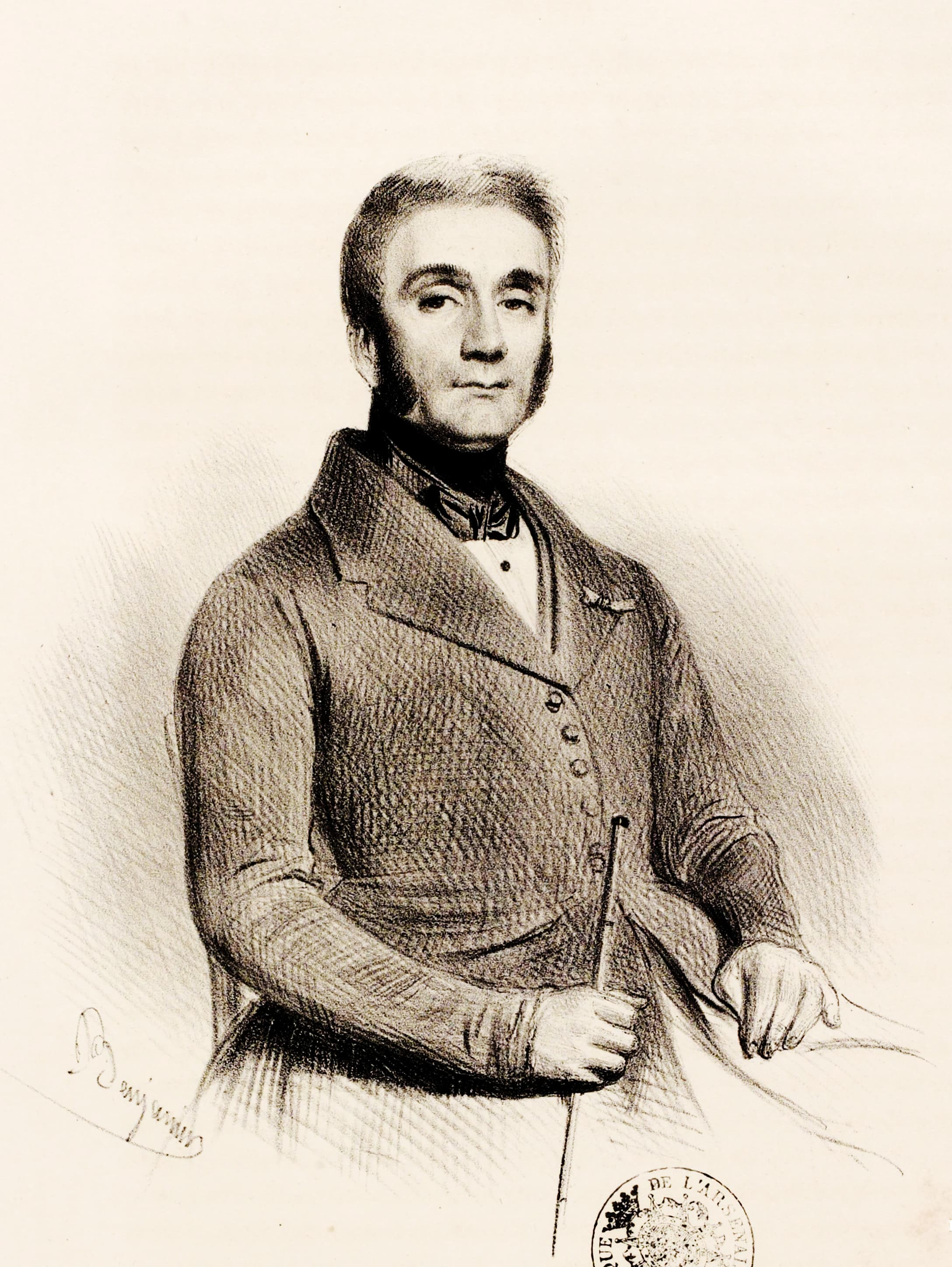
Félix-Auguste Duvert

Felix-Auguste Adolphe Duvert (* 12. Januar 1795 in Paris; † 19. Oktober 1876 ebenda) war ein französischer Bühnenautor und Vaudevillist.

## Leben
Ehe sich Duvert dem Theater widmete, diente er seit 1811 bei den Tirailleuren der Jeune Garde Impériale (Junge Garde) Napoleons I., später wurde er zu einem Dragonerregiment versetzt, dem er bis zur Auflösung der Armée de la Loire (Loire-Armee) Napoleons III. im Jahre 1871 angehörte.
1823 begann er seine Bühnenlaufbahn im Théâtre du Gymnase Marie Bell, wo er erste Erfolge feiern konnte. Augustin-Théodore de Lauzanne, der sich in den gemeinsam verfassten Stücken besonders um die Schilderung von Intrigen und Missverständnissen sowie den Entwurf der Darstellercharaktere kümmerte, und Antoine-François Varner wurden seine ständigen Mitarbeiter. Diese Gemeinschaftsarbeit produzierte in einem Zeitraum von rund 50 Jahren eine große Zahl von Bühnenwerken. Duvert und Lauzanne wurden so sehr als Team gesehen, dass sie unter dem Namen „Duvert et Lauzanne“ berühmt waren.
Félix-Auguste Duvert liegt auf dem Friedhof Père-Lachaise begraben.

## Werke (Auswahl)
1836 schrieben Emmanuel Théaulon, Félix-Auguste Duvert und Adolphe de Leuven die Posse Actéon et le centaure Chiron (Aktaion und der Kentaur Cheiron), uraufgeführt am 19. März dieses Jahres im Théâtre du Palais-Royal.
1843 schrieben Félix-Auguste Duvert, Charles Varin und Paul de Kock Les soupers de carnaval, eine bunte Mischung von Couplets, am 26. Februar des Jahres ebenfalls aufgeführt im Théâtre du Palais-Royal.
Am 18. November 1843 wurde im Théâtre du Vaudeville das Stück L'homme blasé (Der gelangweilte Mann) von Félix Auguste Duvert und Augustin Théodore de Lauzanne de Vauroussel aufgeführt, das Johann Nestroy zur Vorlage für seinen Zerrissenen diente.